# Sariya
Sariya fou una regió del país dels kashka, situada al nord-est d'Anatòlia. Rebia el seu nom d'un riu, possiblement el que avui en dia es coneix com a Gökırmak, i estava situada prop de la fortalesa d'Almina, restablerta pel rei Subiluliuma I.